# Garde prétorienne
Dans l'Antiquité romaine, la garde prétorienne était une unité de l'armée romaine constituée de soldats d'élite initialement recrutés en Italie. Ces unités tirent leur origine du petit groupe d’hommes dont s’entouraient les magistrats républicains connus sous le nom de préteurs et leur nom du camp des légions romaines où était dressée la tente du commandant de la légion, le prétoire (latin : prætorium), quand ils partaient en campagne. C'est l'une des unités militaires les plus célèbres de l'histoire romaine, ayant joué un rôle décisif tout au long de son existence.

## Sous la République romaine
Durant la République romaine il n'existe pas de garde permanente chargée de la protection des officiers généraux. Mais certains officiers choisirent de s'entourer d'une garde de soldats pour assurer leur sécurité, donnant naissance aux premières « cohortes prétoriennes ». En cas de bataille, elles interviennent comme une ultime réserve. Les consuls étaient d'ordinaire protégés par les licteurs, qui s'installaient également près de leurs tentes à l'armée.
Au siège de Numance, Scipion Émilien s'était ainsi constitué une troupe importante de cinq cents hommes pour sa protection personnelle, les sorties des assiégés étant parfois dangereuses. Cet usage se répandit ensuite, les généraux romains occupant leur fonction pour des périodes de plus en plus longues. Cette garde était alors appelée cohors prætoria.
À la fin des années 40 av. J.-C., Octavien (futur Auguste) et son rival Antoine opéraient tous deux avec un nombre d'unités prétoriennes organisées individuellement. D'après Appien, ils se répartissaient entre eux des vétérans, organisés et formés par la suite en cohortes. Antoine avait avec lui trois cohortes en Orient et, en 32 av. J.-C., a émis une monnaie en l'honneur de ses prétoriens. Selon Paul Orose, Octave avait cinq cohortes à Actium.
Après sa victoire à Actium, Octavien a fusionné ses forces avec celles de son adversaire dans une réunification symbolique de l'armée de Jules César.

## Sous l'Empire
Les prétoriens constituent la majorité de la garde rapprochée  de l'empereur, ainsi qu'une réserve militaire sous son commandement direct.
Ils tirent plusieurs avantages de leur proximité avec l’empereur : les prétoriens sont les seuls à être admis en armes dans l'enceinte sacrée de Rome — le pomerium — ; leur temps de service obligatoire est plus court : 12 ans chez les prétoriens au lieu de 16 ans dans les légions à partir de 13 av. J.-C., ensuite porté à, respectivement, 16 et 20 ans en 5 av. J.-C. d'après Tacite, et leur solde est plus élevée que celle d’un légionnaire. Sous Néron, la solde d'un prétorien était trois fois et demie celle d'un légionnaire, augmentée des primes de donativum, octroyées par les nouveaux empereurs. C'était une prime équivalente à plusieurs années de solde, renouvelée lors des événements importants de l'empire, ou touchant la famille impériale : anniversaires, naissances, mariages. De grosses distributions d'argent et de nourriture renouvelaient et récompensaient la fidélité des prétoriens après l'échec de chaque complot particulièrement grave (tel celui de Messaline contre Claude en 48 ou de Pison contre Néron en 65). Craints et redoutés de la population et du Sénat, les prétoriens ne jouissaient cependant à Rome d'aucune sympathie. Un vers célèbre de Juvénal évoque le clou que lui aurait laissé dans le pied la sandale d'un prétorien pressé… L'appellation de « prétorien » conserve en français un sens péjoratif, héritage du rôle souvent trouble du Prétoire antique et définissant un militaire servant un régime autocratique. 

### Organisation

#### Le commandement: la Préfecture du prétoire
À partir de l'an 2 av. J.-C., le préfet du prétoire est le commandant de la garde prétorienne (avant chaque cohorte était indépendante et sous les ordres d'un tribun de rang équestre). Sa position clé (officier de toutes les troupes stationnées à Rome) en a fait un personnage puissant et incontournable de l'État romain.
À partir de Vespasien, la préfecture du Prétoire, toujours tenue par un chevalier, est la plus haute fonction de l'ordre équestre.
Il y a habituellement deux préfets, parfois un seul (comme sous Tibère). La collégialité permet de diminuer les pouvoirs des préfets du prétoire, qui sans cela auraient été de vrais vice-rois.
À partir du IIe siècle, le préfet a l'autorité non seulement sur les cohortes prétoriennes mais également sur le reste de la garnison de Rome (dont les cohortes urbaines et les singulares) mais pas sur les cohortes de vigiles.
Après la dissolution des cohortes prétoriennes par Constantin le Grand (après la défaite de ces derniers lors de la bataille du pont Milvius en 312), la préfecture du prétoire n'est plus qu'une fonction administrative dans l'Empire : son titulaire dirige de vastes territoires (nommé préfecture du prétoire) regroupant des diocèses au nom de l'empereur.

#### Type d'unité: Cohorteequitatae
Les cohortes prétoriennes sont dites equitatae, de 500 hommes chacune à l'origine (cohorte quingénaire), c'est-à-dire qu'elles comprennent des turmes de cavaliers avec des centuries de fantassins.
Pour éviter de s'aliéner la population de Rome et conformément à la coutume républicaine, les prétoriens ne portaient pas d'armure au sein de la ville. Au contraire, ils portaient plutôt la toge formelle, qui les distinguait des civils, mais restait un vêtement civil et la marque du citoyen romain. Auguste, conscient du risque que pouvait comporter la seule force militaire intégrée à l'Urbs, avait évité de les regrouper et imposé cet habillement.
Leur camp était situé sur le mont Quirinal depuis Tibère, hors de Rome. C'est à Séjan, préfet du prétoire et favori de l'empereur Tibère, qu'est due la réunion des cohortes urbaines et des neuf prétoriennes jusqu'alors dispersées en Italie en un seul et vaste camp situé au-delà de la muraille servienne, sur le plateau des Esquilies, le Castra Praetoria, aux portes de Rome à partir de 26. Séjan trouvait que le logement dans l'Urbs, qui avait été le leur jusqu’alors, les amollissait. À partir de ce regroupement, la garde prétorienne devint un contre-pouvoir que les empereurs durent acheter pour accéder et conserver le pouvoir.
Depuis l'an 2 av. J.-C., les cohortes étaient sous le contrôle de deux préfets voire d’un seul, mais les cohortes ont continué à être organisées indépendamment, chacune avec un tribun à sa tête. Les tribuns avaient comme subordonnés immédiats des centurions ordinaires. Ceux-ci étant de rang égal à l'exception du trecenarius, le premier de tous les centurions des cohortes prétoriennes, qui commandait aussi les 300 speculatores, et à l'exception également de son second (?), le princeps castrorum.
Pour le IIe siècle, les calculs des listes de démobilisation gravées suggèrent une augmentation de la taille à environ 1 500 (peut-être un doublement de 800 (depuis Vespasien), probablement organisée en 20 centuries) sous Commode en l'an 187/8 ou sous Septime Sévère (193-211). Cela serait conforme au chiffre probable des effectifs des cohortes urbaines au temps de Dion Cassius. Ces chiffres donnent une taille globale de la Garde de 4 500–6 000 hommes sous Auguste, 12 800 sous Vitellius, 7 200 sous Vespasien, 8 000 à partir de Domitien jusqu’à Commode ou Sévère, et 15 000 par la suite.
Au début du IIe siècle, on y trouve encore 89 % d’Italiens. Sous Septime Sévère le recrutement évolue pour autoriser l'inclusion de légionnaires des armées romaines, comme ceux de l'armée du Danube, très aguerris. Septime Sévère y met ses partisans arrivés avec lui à Rome, les prétoriens étant restés fidèles à ses concurrents.

#### Cavalerie prétorienne
Dès sa création, chaque cohorte comprend, comme une légion, un détachement de cavalerie, à ne pas confondre avec les equites singulares Augusti qui font leur apparition sous l'empereur Trajan. Les prétoriens pouvaient devenir cavaliers (equites) après un service d'environ cinq ans dans l'infanterie. Ces hommes restaient inscrits dans leur centurie d'origine, mais opéraient ensemble dans des turmae de 30 hommes chacune commandée par un optio equitum.
Il y avait probablement une proportion de une turme de cavaliers pour deux centuries de fantassins : soit trois turmae par cohorte de l'époque augustéenne, cinq pour la cohorte de la fin du Ier et du IIe siècle, et dix pour la cohorte du IIIe siècle. Avec un vexillum comme emblème de chaque turme.

#### Speculatores Augusti
Les speculatores augusti étaient des cavaliers affectés aux mêmes tâches que les speculatores des légions et unités auxiliaires (messagers chargés de transmettre le renseignement et agents clandestins).
Au nombre de plus ou moins 300 (30 par cohortes), ils constituaient une unité aux ordres du premier des centurions prétoriens, le trecenarius. Choisis pour leur physique impressionnant, ces hommes de confiance, l'empereur les utilisa aussi pour des activités clandestines telles que l'arrestation, l'emprisonnement de suspects et l'exécution de condamnés.
L'une de leurs missions auprès de l'empereur consistait à accompagner celui-ci lors de ses déplacements extérieurs (mission qui sera reprise plus tard par les equites singulares augusti). Claude avait l'habitude de s'entourer de speculatores lorsqu'il assistait à des dîners.
Les gardes du corps de Galba, d'Othon et des Flaviens semblent avoir été des speculatores (en remplacement des gardes germains supprimés par Galba).
À la suite de l'assassinat de l'empereur Domitien, son successeur Nerva, pour contrer d'éventuelles vengeances ou mutineries, se mit sous la protection de Trajan, commandant de la plus importante armée de l'époque, celle de Germanie, en le désignant comme son héritier. C'est sans doute à la suite de cela que Trajan, pour renforcer sa sécurité par rapport aux speculatores restés fidèles à Domitien, remplaça ceux-ci comme garde du corps par les equites singulares augusti (constitué sur le modèle des singulares des gouverneurs provinciaux, poste alors occupé par Trajan). Les quelque 300 speculatores seront réaffectés par Trajan au sein des cohortes prétoriennes.
Ils se distinguaient par une forme particulière de botte de forme inconnue, la speculatoria Caliga (selon Suétone) et ils ont reçu des diplômes honorifiques spéciaux en bronze à leur démobilisation. Ils avaient leur propre instructeur d'équitation (exercitator).

### Service dans la Garde prétorienne[2]

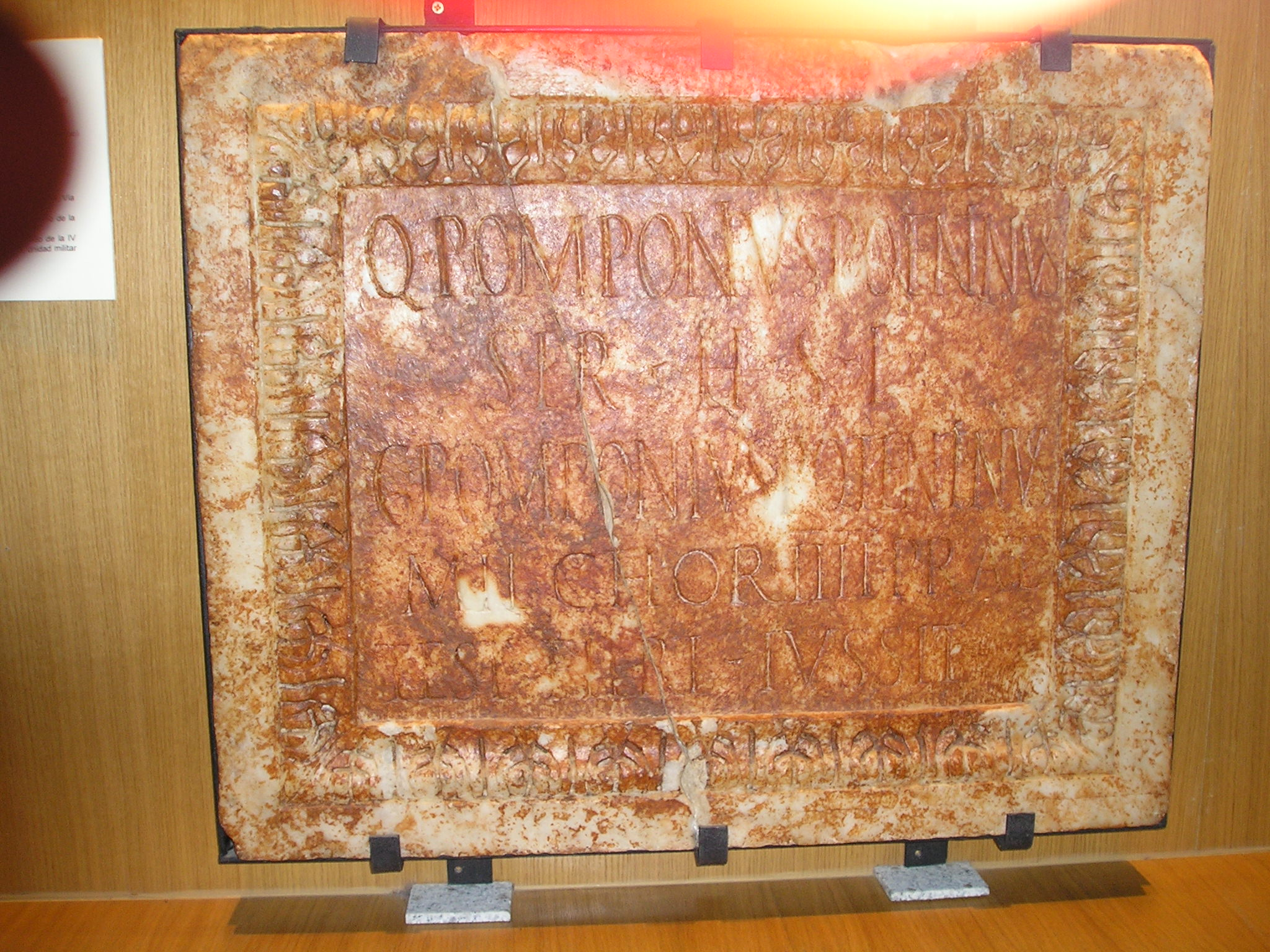
Inscription funéraire de Quintus Pomponius Poeninus, soldat de la IVe cohorte prétorienne

À l'origine, les prétoriens sont recrutés parmi les populations anciennement romanisées d'Italie centrale (Étrurie, Ombrie et Latium d'après Tacite) entre 15 et 32 ans, un écart un peu plus grand que pour les légionnaires, entre 18 et 23 ans. D'après Dion Cassius, durant les deux premiers siècles de notre ère et avant la réforme de Septime Sévère, les prétoriens ne venaient que d'Italie, d'Espagne, de Macédoine et du Norique (Autriche actuelle) .
Sous le règne de Vitellius et à partir de celui de Septime Sévère, des hommes sont également transférés des Vigiles, des Cohortes Urbanae, et des légions. Ce dernier mode de recrutement au sein des légions devient la voie normale de recrutement au IIIe siècle après que Septime Sévère a licencié les prétoriens indisciplinés qui avaient assassiné Pertinax en 193, et les a remplacés par des hommes de ses propres légions danubiennes.
À ce moment, les prétoriens représentent les meilleurs soldats des légions (principalement d'Illyrie). Ils constituent donc réellement l'élite des soldats à partir du IIIe siècle et non plus une catégorie sociale privilégiée (comme les Italiens au temps d'Auguste). Les Italiens constitueront la base de recrutement de la IIe légion Parthique, nouvelle légion crée et stationnée en Italie.
Pour être admis dans la Garde, un homme devait être en bonne forme physique, de bonne moralité et de famille respectable. Il avait aussi à faire usage de tous les patronages disponibles pour l'obtention de lettres de recommandation de gens d'importance. Une fois passé la procédure d'incorporation et devenu probatus, il est affecté comme miles (soldat) à l'une des centuries d'une cohorte. Après quelques années, à condition qu'il puisse attirer l'attention de ses supérieurs par l'influence ou le mérite, il pouvait obtenir un poste d'immunis, peut-être comme commis au quartier général ou comme technicien, qui l'exempte des corvées ordinaires. Quelques années de plus, il pouvait être promu principalis, avec un double salaire, chargé de transmettre le mot de passe (tesserarius) ou en tant que centurion-adjoint (optio) ou porte-étendard (signifer) au sein de la centurie; ou, s'il savait bien lire et compter, il pouvait être intégré au personnel administratif du Préfet.
Seul un petit nombre de soldats pouvait atteindre le grade de principalis, mais ceux qui le pouvaient, à l'issue de leur service, étaient nommés Evocati Augusti par l'empereur. Cette désignation leur permettait d'être promu à des postes administratif, technique ou d'instructeur à Rome, ou à un centurionat dans une légion, et ainsi de prolonger leur carrière. Certains principales pouvaient avant la fin de leur service monter au grade de centurion dans la Garde. Pour l'homme qui atteignait ce poste, c'était sans doute le sommet de sa carrière. Tout homme qui voulait monter plus haut dans la hiérarchie devait être transféré dans une légion.
Les tribuns à la tête des cohortes étaient des chevaliers romains. Contrairement à beaucoup de cadres supérieurs de l'armée, issus de l'ordre équestre, ces tribuns commençaient leur carrière dans les rangs de la Garde et s'élevaient dans la hiérarchie. Après d'abord être devenus centurions, ils devaient servir comme centurions supérieurs dans une ou plusieurs légions se hissant au poste de pilus primus (le plus haut rang de centurion d'une légion) pour une période d'un an. De retour à Rome, ils occupaient successivement le tribunat des Vigiles, le tribunat d'une cohorte urbaine, et enfin un tribunat de la Garde,.
D'autres voies vers le tribunat étaient possibles, y compris le service entièrement réalisé dans les légions jusqu'au grade de pilus primus avant le déplacement à Rome. Néanmoins, tous les tribuns étaient des vétérans avec une expérience militaire significative,. Chacun des tribunats à Rome durait un an, après quoi certains hommes prenaient leur retraite.
Quelques-uns, représentant le sommet d'une pyramide de promotions, pouvaient obtenir un second primipilat légionnaire et évoluer vers les échelons supérieurs de la carrière équestre,, voire devenir Préfet du prétoire.
La plupart des préfets, cependant, étaient des hommes de naissance équestre. Les hommes qui ont atteint le commandement de la Garde après 2 av. J.-C. étaient des chevaliers avec une ancienneté élevée, se classant juste derrière le préfet d'Égypte. À partir de Vespasien, dont le fils Titus fut lui-même préfet du prétoire, ils se classent premiers.

### Rôle politique
Les cohortes intervinrent à plusieurs reprises dans les luttes pour la succession impériale. Privé de toutes troupes, notamment dû à l'interdiction d'avoir des soldats armés au sein du Pomerium, le Sénat n'avait pas d'autre solution que de s'incliner devant le choix des prétoriens. Les légions en dehors de Rome devaient alors se soumettre aussi aux décisions de ces hommes. Le nouvel empereur était toujours acclamé par les prétoriens avant d'être ratifié par le Sénat et les légions des provinces. Celui qui refusait ou négligeait de verser le donativum consistant risquait fort de le payer de sa vie, comme Galba ou Pertinax. Le fondateur de la dynastie antonine, Nerva, ne calma les réticences des prétoriens qu'au prix d'un donativum particulièrement important.

### Histoire de la Garde sous l'Empire

#### Sous la dynastie Julio-claudienne
À Rome leur principal devoir était de monter la garde à la maison d'Auguste sur le Palatin où les centuries et turmes de la cohorte de service assurent la garde en dehors du palais de l'empereur (la garde à l'intérieur du palais étant assurée par les gardes germains, quelquefois aussi appelés Batavi, et les Statores Augusti, sorte de policiers militaires qu'on retrouve également dans les divers états-majors de l'armée romaine). Chaque après-midi, à la huitième heure, le tribun de la cohorte en service recevait le mot de passe de l'empereur en personne. Le commandement de celle-ci étant assumé directement par l'empereur et non le préfet du prétoire. Après la construction du camp prétorien en l'an 23, il y eut un tribun de service au camp également. Leurs fonctions incluaient entre autres d’escorter l'empereur et les autres membres de la famille impériale, et, si nécessaire, d’agir comme une sorte de police anti-émeute. Certaines impératrices avaient leur unité de gardes prétoriens.
D'après Tacite dans son Historiae, en 23 av. J.-C., il y avait neuf cohortes (soit 4 500 hommes, l'équivalent d'une légion) pour maintenir la paix en Italie, trois furent stationnées à Rome, les autres à proximité.
Leur temps de service obligatoire est plus court que celui des légionnaires : 12 ans chez les prétoriens au lieu de 16 ans dans les légions à partir de 13 av. J.-C., ensuite porté à, respectivement, 16 et 20 ans en 5 av. J.-C. d'après Tacite, et leur solde est plus élevée que celle d’un légionnaire.
Une inscription récemment découverte suggère que, vers la fin du règne d'Auguste, le nombre de cohortes est passé à 12 pendant une brève période. Cette inscription parle d’un homme qui a été, exceptionnellement, tribun de deux cohortes successivement : la onzième, apparemment à la fin du règne d’Auguste, et la quatrième au début du règne de Tibère. Selon Tacite, il y avait seulement neuf cohortes en 23 apr. J.-C. Les trois cohortes urbaines, qui ont été numérotées consécutivement après les prétoriennes, ont été levées aux environs de la fin du règne d'Auguste, il semble donc probable que les trois dernières cohortes prétoriennes ont été simplement renommées en cohortes urbaines.
La première intervention des prétoriens sur un champ de bataille depuis les guerres de la fin de la république se situe lors des mutineries de Pannonie et de Germanie. À la mort d'Auguste en l'an 14 apr. J.-C., son successeur Tibère a été confronté à des mutineries parmi les deux armées du Rhin et de Pannonie, qui se plaignaient de leurs conditions de service, surtout par rapport à celles des prétoriens. Les forces de Pannonie ont été traitées par Julius Caesar Drusus, fils de Tibère (à ne pas confondre avec Nero Claudius Drusus, frère de Tibère), accompagné de deux cohortes prétoriennes, de la cavalerie prétorienne, et des gardes du corps germains. La mutinerie germanique a été réprimée par le neveu et héritier désigné de Tibère, Germanicus, qui a ensuite mené les légions et des détachements de la Garde dans une campagne en Germanie au cours des deux années suivantes, réussissant à récupérer deux des trois « aigles légionnaires » perdues lors de la bataille de Teutobourg.
C'est sous Tibère que se situe la montée en puissance du Lucius Aelius Seianus (Séjan), le premier des préfets à utiliser ce poste pour poursuivre ses propres ambitions. Il concentra sous son commandement toutes les cohortes prétoriennes dans un nouveau camp sur la colline Viminal à Rome. Séjan avait été préfet conjointement avec son père, sous Auguste, puis préfet seul à partir de 15 apr. J.-C. Il a utilisé cette position pour se rendre indispensable au nouvel empereur Tibère, qui avait été incapable de convaincre le Sénat de partager la charge du gouvernement de l'Empire. Séjan, toutefois, s'était aliéné Drusus, fils de Tibère, et quand l'héritier du trône, Germanicus, est décédé en l'an 19, il eut peur que Drusus devienne le nouvel empereur. Il a donc empoisonné Drusus avec l'aide de l'épouse de ce dernier, et a lancé un programme d'élimination impitoyable de tous les concurrents, persuadant Tibère de faire de lui son héritier. Il a failli réussir, mais son complot a été révélé en l'an 31 et il fut tué. L'empereur Tibère utilisant pour l'occasion les cohortes de vigiles qui n'étaient pas sous le contrôle de Séjan.
À cause de la concentration par Séjan de toutes les cohortes prétoriennes à Rome sous l'empereur Tibère, celui-ci fut peut-être considéré comme un second fondateur. Ce qui expliquerait l'adoption du signe de naissance de Tibère, le Scorpion, comme emblème par la garde.
Les cohortes prétoriennes étaient de nouveau portées à 12 cohortes sous le règne de Caligula ou de Claude.
En 37, Caligula monta sur le trône avec l'aide du successeur de Séjan comme préfet du prétoire, Qlintus Sutorius Macro. Le surnom de l'empereur à sans doute était donné par sa garde avec laquelle il passait énormément de temps.
Sous Caligula, entre 37 et 41, les cohortes prétoriennes passent de 9 à 12.
En 41, le tribun prétorien du nom de Cassius Chaerea assassine Caligula dans un couloir du Palais impérial. Les prétoriens découvrent ensuite son oncle Claude, et l'emmenent au camp prétorien. Il est le premier empereur proclamé par les prétoriens.
À la mort de Claude en 54, la Garde fait allégeance à Néron sous l'influence de son préfet du prétoire, Sextus Afranius Burrus, qui exerça par la suite une influence bénéfique sur le nouvel empereur pendant les 5 premières années de son règne. Des officiers de la Garde, dont l'un des deux successeurs de Burrus à la préfecture, ont participé à la conjuration de Pison de l'an 65. L'autre préfet du prétoire, Tigellin, prit la tête de la répression de la conspiration, et la Garde fut récompensée par un bonus de 500 deniers par homme.

#### Année des quatre empereurs (69apr. J.-C.)
Trois ans plus tard, le nouveau collègue de Tigellin, Nymphidius Sabinus, a fait en sorte que la Garde prétorienne abandonne Néron en faveur du prétendant Galba. Nymphidius Sabinus, avait promis 7 500 deniers par homme, mais Galba refusa de payer la somme due parce que, dit-il, « il avait l’habitude de recruter des soldats et non pas de les acheter ». Cela permit à son rival, Othon, de soudoyer 23 speculatores de la Garde prétorienne pour le proclamer empereur. Malgré l'opposition de la cohorte de service au palais, Galba et son successeur désigné, le jeune Pison ont été lynchés le 15 janvier 69.
Soutien d'Othon contre le nouveau prétendant Vitellius, les prétoriens furent licenciés à la suite de sa défaite et leurs centurions exécutés. Ils furent remplacés par 16 cohortes recrutées parmi les légionnaires et auxiliaires de Vitellius. Soit 16 000 hommes et celles-ci deviennent milliaires.
Les ex-prétoriens ont ensuite aidé à l'accession au pouvoir du quatrième empereur de l'année 69, Vespasien, en dirigeant l'attaque contre le camp prétorien.

#### Sous la dynastie Flavienne
Sous les Flaviens, les prétoriens constituèrent à nouveau 9 cohortes. Dont Titus, fils de l'empereur Vespasien, fut préfet du prétoire. Vespasien ramène les effectifs de chaque unité à cinq cents hommes, donnant ainsi une puissance beaucoup plus importante à la garde.
À partir de Vespasien, le service de garde des prétoriens à l'entrée du palais de l'empereur est supprimé. Seuls restent les services de garde à l'intérieur du palais.
Sous Domitien, le nombre de cohortes fut porté à 10, et les prétoriens participèrent aux combats en Germanie et sur le Danube contre les Daces au cours desquels leur préfet, Cornelius Fuscus, fut vaincu et tué en 86.

#### Sous la dynastie des Antonins

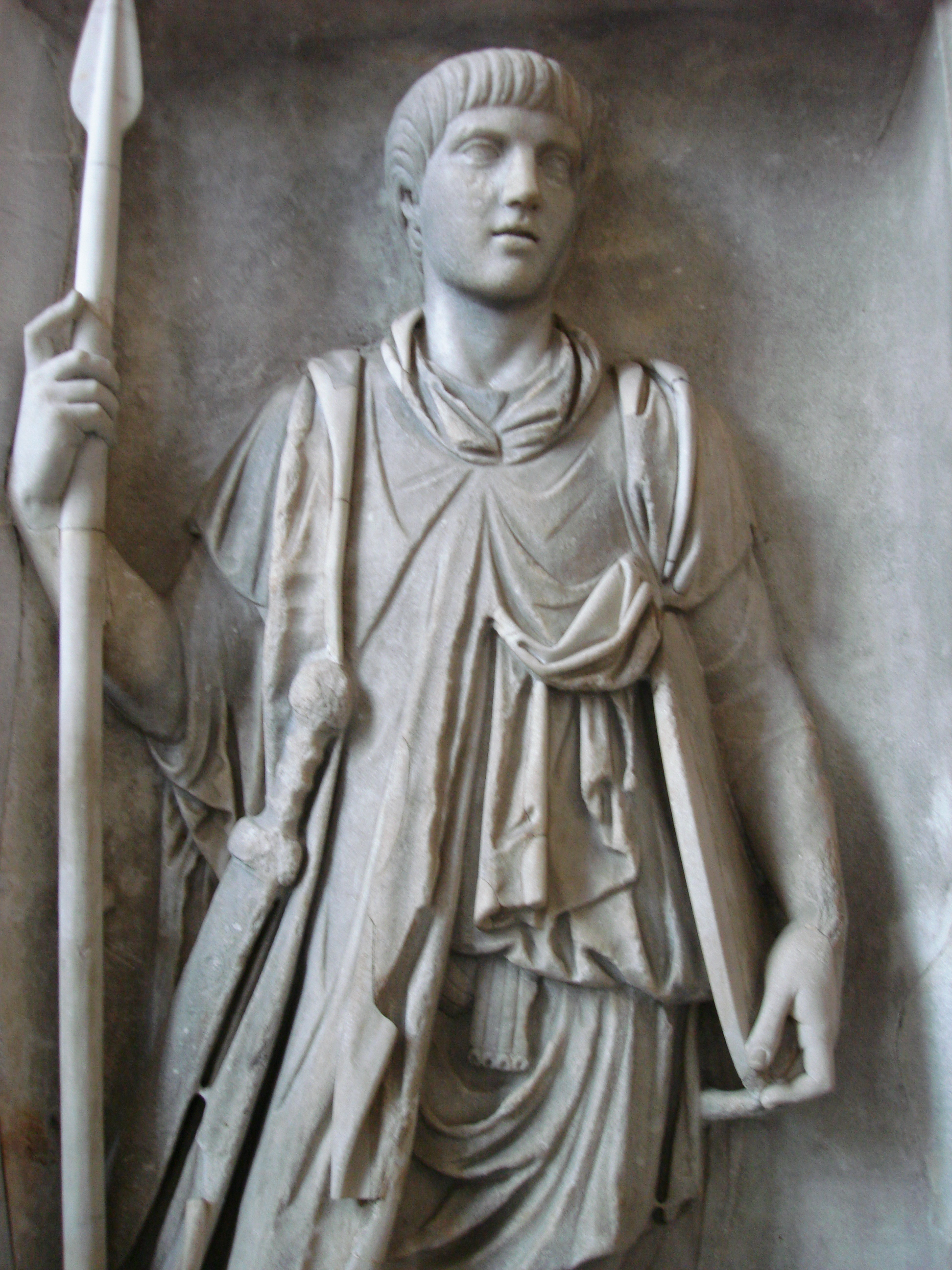
Garde prétorien. Époque de Trajan. Berlin, Musée de Pergame

Les prétoriens furent très affectés par l'assassinat de Domitien en 96, leur attitude menaçante (ils exigèrent l'exécution de leur préfet Petronius Secundus qui avait été impliqué dans l'assassinat) fut contrée par la désignation de Trajan, commandant de l'armée du Rhin, comme successeur à l'empire.
À la mort de Nerva, début 98, Trajan avait exécuté le préfet du prétoire restant et ses partisans. Trajan a pris son temps pour rentrer à Rome, peut-être accompagné par la nouvelle unité des Equites Singulares Augusti. La Garde participa aux deux guerres daces en 101/2 et 105/6. La Garde a également participé à la dernière campagne de Trajan contre les Parthes de 113-7.
Au IIe siècle, des prétoriens ont accompagné Lucius Verus dans sa campagne orientale de 161-6 apr. J.-C., ainsi que Marc Aurèle dans le Nord entre 169-175 et 178-180. Deux préfets ont été tués.
Avec l'avènement de Commode, en 180, la Garde revient à Rome. Le préfet du prétoire Perennis (AD 182-5) et l'affranchi Cléandre (AD 186-9) exercèrent une grande influence sur l'empereur. Perennis fut tué par une délégation de 1 500 personnes de Grande-Bretagne venue se plaindre de son ingérence dans les affaires de la province (délégation qui serait des lanciarii des 3 légions de (Grande-)Bretagne). Cléandre usa de son influence pour nommer et congédier des préfets.
En l'an 188, il obtint le commandement conjoint de la garde avec les deux préfets. Cléandre ordonna alors un massacre de civils par les Equites Singulares Augusti, aboutissant à une bataille rangée avec les cohortes urbaines.

#### Sous la dynastie des Sévères
Commode fut victime d'une conspiration dirigée par son préfet du prétoire en personne, Laetus, en 192. Le nouvel empereur Pertinax, qui faisait partie du complot, a versé aux Prétoriens une prime de 3 000 deniers, mais il fut assassiné après trois mois, le 28 mars 193, par un groupe de gardes. Les prétoriens mirent ensuite l'empire à l'encan : Didius Julianus acheta le titre d'empereur. Cependant, les armées du Danube avaient choisi comme empereur le gouverneur de Pannonie supérieure, Septime Sévère, qui assiégea Rome et trompa les Prétoriens lorsqu'ils sortirent désarmés. La Garde a été dissoute et remplacée par des hommes transférés de sa propre armée.
La nouvelle Garde de Septime Sévère se distingua contre son rival Clodius Albinus à la bataille de Lugdunum en 197, et accompagna ensuite l'empereur en Orient de 197 à 202, et en Grande-Bretagne de 208 jusqu'à sa mort à York en 211.
Caracalla, fils de Septime Sévère, perdit la faveur de ses troupes en assassinant son propre frère et coempereur, Geta, peu de temps après sa succession. Il créa encore des problèmes en essayant de recréer une phalange macédonienne à l'ancienne mode dans l'armée romaine. Finalement, en 217, en campagne en Orient, il a été assassiné à l'instigation de son préfet du prétoire Macrin.
Après l'élimination de ce dernier, les prétoriens s'opposèrent au nouvel empereur Héliogabale, prêtre du culte oriental d'Elagabal, et le remplacèrent par son cousin de 13 ans, Sévère Alexandre, en 222.
À cette époque, le préfet du prétoire prenait de plus en plus en charge l'administration générale de l'Italie et il y avait une tendance à nommer des juristes à ce poste, comme Papinien, qui avait occupé la préfecture à partir de 203 jusqu'à son élimination et exécution à l'avènement du Caracalla. Sous Sévère Alexandre, la préfecture était tenue par l'avocat Ulpien, jusqu'à son assassinat par la Garde, en présence de l’empereur lui-même.

#### IIIesiècle
Au printemps 238, tandis que Maximin Ier le Thrace était en campagne avec la majeure partie de la Garde, la garnison squelettique du camp prétorien fut assiégée par une foule de civils poussés par les sénateurs partisans des empereurs Gordien Ier et Gordien II. L'échec de l'empereur Maximin Ier le Thrace à réduire la guerre civile contre ces opposants entraina son exécution par ses propres troupes, dont les prétoriens. Les candidats des sénateurs, Maxime Pupien et Balbin, rappelèrent la Garde à Rome, qui les tua tous les deux au profit de Gordien III le 29 juillet 238.
Après 238, la littérature et les sources épigraphiques se tarissent, et l’information sur les Prétoriens se fait rare. En 249, ils assassinent Philippe II, le fils de l'empereur Philippe l'Arabe. En 272, sous le règne de l'empereur Aurélien, ils prennent part à une expédition contre Palmyre. En 297, ils sont en Afrique avec Maximien. Dioclétien aurait réduit la taille de la Garde dès son accession au pouvoir en 285.

#### Disparition
Lors de la Bataille du pont Milvius (28 octobre 312), la garde prétorienne, qui fait partie de l'armée de Maxence (proclamé par les prétoriens), est presque anéantie.
Constantin Ier préfère dissoudre la Garde prétorienne après son accession au pouvoir au début de l'année 313, avant de créer une nouvelle unité: les scholæ palatinæ.

## Équipement

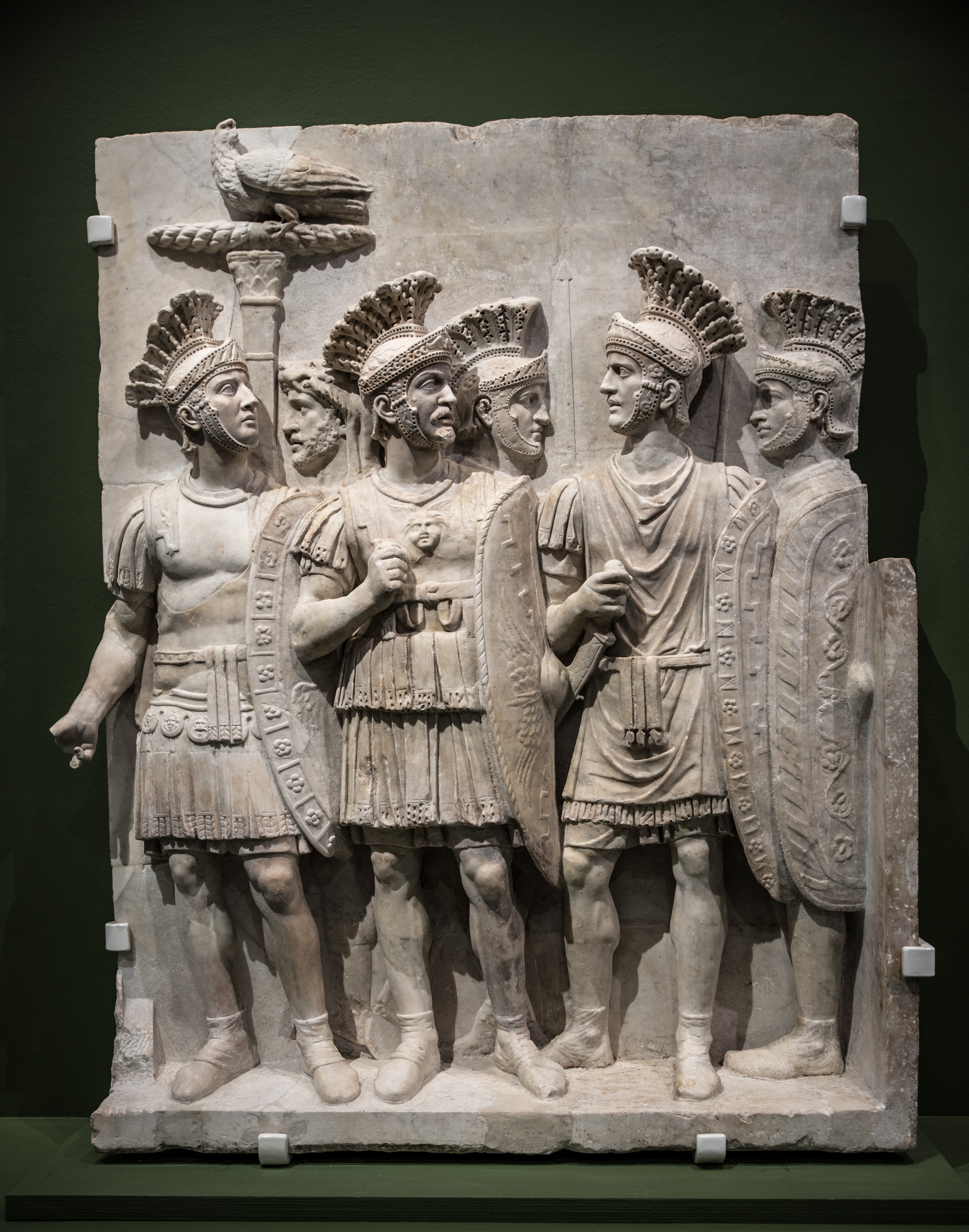
Le Relief des prétoriens (Louvre LL 398)

Les prétoriens, comme les légionnaires, disposaient de divers équipements pour exécuter leurs différentes missions. Plus particulièrement comme gardes du corps, escorte ou force militaire de réserve, ils avaient pour chacune de ces fonctions un équipement adapté.
Pour le combat d’infanterie lourde rangée en lignes (Triplex acies), ils s’équipaient d’un casque de type indéterminé. Les archéologues ne sont pas d'accord sur ce point. Certains émettent l'hypothèse qu'ils portaient ces fameux casques attiques que l'on voit représentés sur de nombreux bas reliefs, tandis que d'autres pensent que l'équipement était en tout point similaire à celui du légionnaire. Il faut alors se poser la question: comment les différencier ? Ils étaient par ailleurs munis d'une armure (armure à segment, cotte de mailles et armure à écaille surtout aux IIe et IIIe siècles apr. J.-C.), du lourd bouclier (scuta), de javelots (pila) et, plus tard aux IIe et IIIe siècles apr. J.-C., de lances (hasta, lancea).
Pour l’escorte, le bouclier ovale et la lancea, plus pratique pour l’exécution de ce type de mission, remplaçaient scuta et pila. Les symboles sur leurs boucliers permettaient de les différencier des légionnaires, le plus connu étant celui des éclairs ailés.
Pour les missions à Rome, au sein de la Ville en principe interdite aux soldats, ils portaient la toge qui permettait non pas forcément de se dissimuler dans la foule, mais d'éviter de rompre le Sénatus-consulte, interdisant la présence des troupes au sein de Rome et de son territoire.